# Breaking Fast
Breaking Fast je americký romantický komediální film z roku 2020, který režíroval Mike Mosallam. Předlohou byl stejnojmenný krátký film z roku 2015 od stejného režiséra. Film měl premiéru 7. března 2020 na Cinequest Film Creativity Festivalu.

## Děj
Mo je lékař v Los Angeles. V první den ramadánu se rozejde se svým přítelem Hassanem. Ten se chce oženit, aby před rodinou utajil svoji homosexualitu. Mo jako praktikující muslim s tím nesouhlasí. Po roce se na oslavě svého kamaráda Sama seznamuje s Kalem. Kal strávil dětství v Jordánsku a tak s ním vaří k večeři arabská jídla. Během společně stráveného  času se postupně sbližují a poznávají se.